# Ramiro
Ramiro  è un nome proprio di persona spagnolo maschile.

## Varianti
- Maschili: Remiro[2]
- Femminili: Ramira[2][3]

### Varianti in altre lingue
- Basco: Erramir[5]
- Catalano: Ramir[5]
- Portoghese: Ramiro[6]
- Spagnolo: Ramiro[4][5][6][7]
  - Femminili: Ramira[7]

## Origine e diffusione
Riprende direttamente lo spagnolo Ramiro, attestato in latino medievale in forme quali Ranimirus, Ranmirus e poi, a partire dal X secolo, Ramirus. Si tratta di un nome germanico, tipico dei Visigoti: è composto da due elementi, ma mentre il secondo è certamente mari (o mereis, mers, "famoso", "illustre"), sul primo vi sono varie ipotesi:
- rana ("cuneo", nel senso di formazione dell'esercito)[2][6], quindi "celebre nel disporre l'esercito"[1][2]
- ragin ("consiglio [divino]" o "legge", "decreto", "responsabilità")[3][4][6][7], quindi "consigliere glorioso"[4], "consiglio illustre"[5]
- rant ("scudo")[3]
- infine, meno probabilmente, qualche radice imparentata con il norreno rân ("rapina"), quindi "celebre per le rapine [di guerra]"[1]

Il nome venne portato da un santo martire spagnolo e dadi diversi sovrani di Aragona, Asturia e León, ed è assai comune in Spagna e in America Latina. Dalla penisola iberica è stato importato in Italia, dove si è diffuso principalmente per vie letterarie grazie al personaggio del principe ne La Cenerentola di Rossini; comunque è raro, e negli anni 1970 se ne contavano circa cinquecento occorrenze (più altre due centinaia circa per Remiro e Ramira), accentrate per un terzo dei casi in Veneto e in Friuli-Venezia Giulia.

## Onomastico
L'onomastico viene festeggiato l'11 marzo o l'11 settembre in ricordo di san Ramiro, priore del monastero di San Claudio a León, ucciso con altri compagni da visigoti ariani; con questo nome si ricorda anche due beati martiri della guerra civile spagnola: Ramiro Argüelles Hevia, sacerdote diocesano, ucciso presso Tahal (13 settembre) e Ramiro Alonso López, frate agostiniano, morto a Madrid (30 novembre).

## Persone
- Ramiro I d'Aragona, re d'Aragona
- Ramiro II d'Aragona, re di Aragona

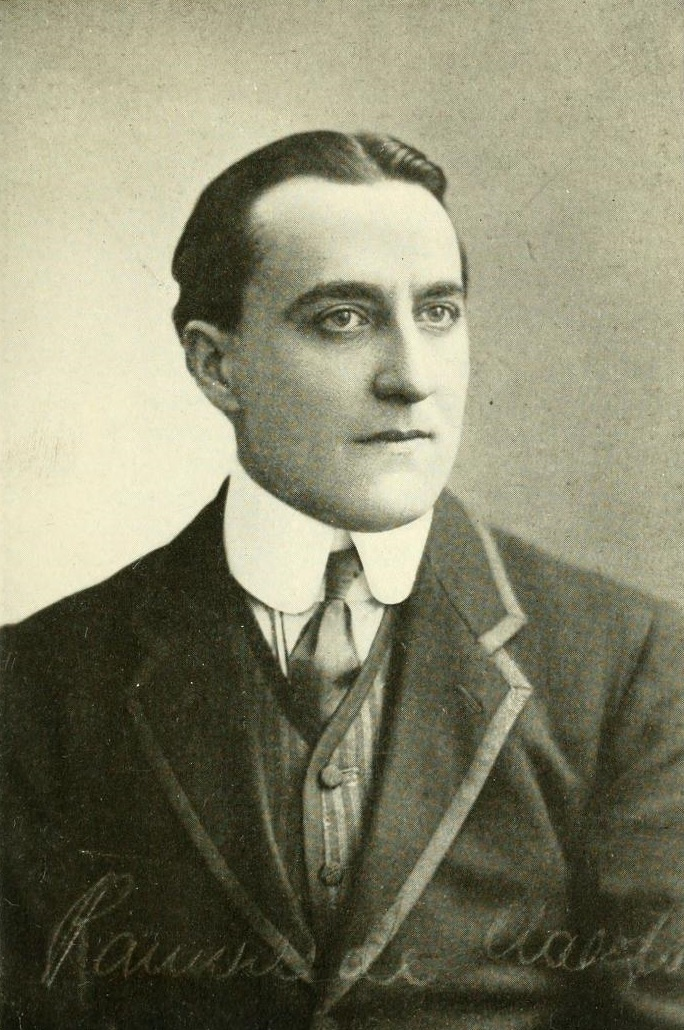
Ramiro de Maeztu

- Ramiro I delle Asturie, re delle Asturie
- Ramiro II di León, re di León
- Ramiro III di León, re di León
- Ramiro Blacut, allenatore di calcio e calciatore boliviano
- Ramiro Cáseres, calciatore argentino
- Ramiro de Lorca, militare spagnolo
- Ramiro de Maeztu, poeta e scrittore spagnolo
- Ramiro Funes Mori, calciatore argentino
- Ramiro Ledesma Ramos, filosofo e politico spagnolo
- Ramiro Ortiz, filologo e linguista italiano
- Ramiro Rampinelli, matematico, fisico e religioso italiano

## Il nome nelle arti
- Ramiro è un personaggio dell'opera di Rossini La Cenerentola.
- Ramiro è un personaggio dell'opera di Vivaldi Motezuma.
- Ramiro è un personaggio dell'opera di Mozart La finta giardiniera.
- Ramiro Tango è il protagonista della serie a fumetti Nirvana, di Daniele Caluri ed Emiliano Pagani.